# Francisco R. Durazo
Gral. Francisco R. Durazo fue un militar mexicano que participó en la Revolución mexicana. Nació en Cumpas, Sonora, el 20 de mayo de 1889. Se unió al constitucionalismo, alcanzando el grado de general por méritos en campaña. Desempeñó varias comisiones en la Secretaría de Guerra y Marina, y operó en varias regiones, como en Veracruz, contra los numerosos rebeldes anticarrancistas. 